# Guitarrón
 (septembre 2024).
Si vous disposez d'ouvrages ou d'articles de référence ou si vous connaissez des sites web de qualité traitant du thème abordé ici, merci de compléter l'article en donnant les références utiles à sa vérifiabilité et en les liant à la section « Notes et références ».
Le guitarrón, en espagnol guitarrón mexicano, en italien chitarrone (chitarrone est également l'expression italienne primitive désignant le théorbe qui apparaît vers la fin du XVIe siècle) est un instrument de musique à cordes pincées mexicain. Il ressemble à une grosse guitare et date de la fin du XIXe siècle.
Le guitarrón est souvent confondu avec le bajo sexto, plus petit. il ne faut pas le confondre avec le guitarrón chileno (es), instrument à 25 cordes du Chili. On trouve d'autres instruments de musique traditionnelle appelées guitarrón dans plusieurs pays d'Amérique du Sud, notamment au Pérou et en Bolivie. Le guitarrón est également distinct du tololoche.

## Lutherie
Le guitarrón est muni de six cordes et d'une très grosse caisse de résonance. Son manche très court est non fretté.

## Jeu
C'est un instrument proche de la basse acoustique. Son timbre très doux et bas contrebalance les sonorités percutantes des cuivres. Il a un volume sonore aussi intense et parfois plus qu'une contrebasse. Son accord est, en partant des graves : la - ré - sol - do - mi - la.
La grosseur de la caisse oblige le musicien à orienter la table d'harmonie vers lui, sans quoi il aurait du mal à passer le bras par-dessus la caisse pour pouvoir jouer. On tire les cordes avec la pulpe du pouce et de l'index ; on obtient alors le son basse le plus fort. L'usage du bûté (picado) ou du médiator donne un son moins fort et moins grave. 
Le guitarrón est utilisé par les orchestres de mariachis.